# إير تراكتور إيه تي-300
أير تراكتور إيه تي-300 (بالإنجليزية: Air Tractor AT-300)‏ هي طائرة زراعية طارت لأول مرة في الولايات المتحدة في سبتمبر 1973، وبدأ الإنتاج التسلسلي في 1976.

## الموديلات
- إيه تي-300 AT-300 - النموذج الأوليمع محرك برات آند ويتني آر-985
- AT-301 - نموذج مع محرك برات آند ويتني آر-1340.
  - AT-301B - AT-301
- AT-302 - نسخة محرك توربيني Lycoming LTP 101
  - AT-302A - AT-302

## مواصفات (AT-301A)
مصدر البيانات: Jane's All The World's Aircraft 1988-89 
الخصائص العامة
- طاقم العمل: one pilot
- السعة: 320 US gal (1,210L) hopper
- الطول: 27 قدم 0 إنش (8.23 م)
- طول الجناح: 45 قدم 1¼ إنش (13.75 م)
- الأرتفاع: 8 قدم 6 إنش (2.59 م)
- منطقة الجناح: 270 قدم2 (25.08 م2)
- الوزن الفارغ: 3,800 رطل (1,723[2] كجم)
- الوزن الإجمالي: 7,400 رطل (3,492 كجم)
- المحرك: 1 × برات آند ويتني آر-1340 واسب محرك شعاعي, 600 حصان (447 كيلو وات)

الأداء
- السرعة القصوى: 168 ميل/ساعة (270 كم/س)
- المدى: 540 ميل (869 كم)
- معدل الصعود: 1,600 قدم / دقيقة (8.1 م/ث)

## وصلات خارجية
- Specs and photo on Flugzeuginfo.net